# بانتشيفو
بانتشيفو (بالصربية: Панчево)‏ هي مدينة صربية، في صربيا، تقع في مديرية جنوب بانات ، وهي عاصمتها، بلغ عدد سكانها 76,203 نسمة، تبلغ مساحتها 148.8 كيلومتر مربع، رمزها البريدي هو 26000.

## المناخ
يظهر الجدول التالي التغييرات المناخية على مدار السنة لبانتشيفو:
| البيانات المناخية لـبانتشيفو      | البيانات المناخية لـبانتشيفو | البيانات المناخية لـبانتشيفو | البيانات المناخية لـبانتشيفو | البيانات المناخية لـبانتشيفو | البيانات المناخية لـبانتشيفو | البيانات المناخية لـبانتشيفو | البيانات المناخية لـبانتشيفو | البيانات المناخية لـبانتشيفو | البيانات المناخية لـبانتشيفو | البيانات المناخية لـبانتشيفو | البيانات المناخية لـبانتشيفو | البيانات المناخية لـبانتشيفو | البيانات المناخية لـبانتشيفو |
| الشهر                             | يناير                        | فبراير                       | مارس                         | أبريل                        | مايو                         | يونيو                        | يوليو                        | أغسطس                        | سبتمبر                       | أكتوبر                       | نوفمبر                       | ديسمبر                       | المعدل السنوي                |
| --------------------------------- | ---------------------------- | ---------------------------- | ---------------------------- | ---------------------------- | ---------------------------- | ---------------------------- | ---------------------------- | ---------------------------- | ---------------------------- | ---------------------------- | ---------------------------- | ---------------------------- | ---------------------------- |
| متوسط درجة الحرارة الكبرى °م (°ف) | 3.8 (38.8)                   | 6.5 (43.7)                   | 12.3 (54.1)                  | 18.0 (64.4)                  | 23.1 (73.6)                  | 25.8 (78.4)                  | 28.3 (82.9)                  | 28.4 (83.1)                  | 24.1 (75.4)                  | 18.3 (64.9)                  | 10.6 (51.1)                  | 5.2 (41.4)                   | 17.0 (62.7)                  |
| المتوسط اليومي °م (°ف)            | 1.0 (33.8)                   | 3.0 (37.4)                   | 7.4 (45.3)                   | 12.5 (54.5)                  | 17.2 (63.0)                  | 20.2 (68.4)                  | 22.2 (72.0)                  | 22.2 (72.0)                  | 18.2 (64.8)                  | 13.2 (55.8)                  | 7.1 (44.8)                   | 2.4 (36.3)                   | 12.2 (54.0)                  |
| متوسط درجة الحرارة الصغرى °م (°ف) | −1.7 (28.9)                  | −0.4 (31.3)                  | 2.5 (36.5)                   | 7.1 (44.8)                   | 11.4 (52.5)                  | 14.7 (58.5)                  | 16.1 (61.0)                  | 16.1 (61.0)                  | 12.3 (54.1)                  | 8.1 (46.6)                   | 3.7 (38.7)                   | −0.3 (31.5)                  | 7.5 (45.5)                   |
| الهطول مم (إنش)                   | 45 (1.8)                     | 43 (1.7)                     | 43 (1.7)                     | 52 (2.0)                     | 68 (2.7)                     | 84 (3.3)                     | 67 (2.6)                     | 46 (1.8)                     | 47 (1.9)                     | 39 (1.5)                     | 53 (2.1)                     | 60 (2.4)                     | 647 (25.5)                   |
| المصدر: Climate-Data.org          |                              |                              |                              |                              |                              |                              |                              |                              |                              |                              |                              |                              |                              |

## معرض صور

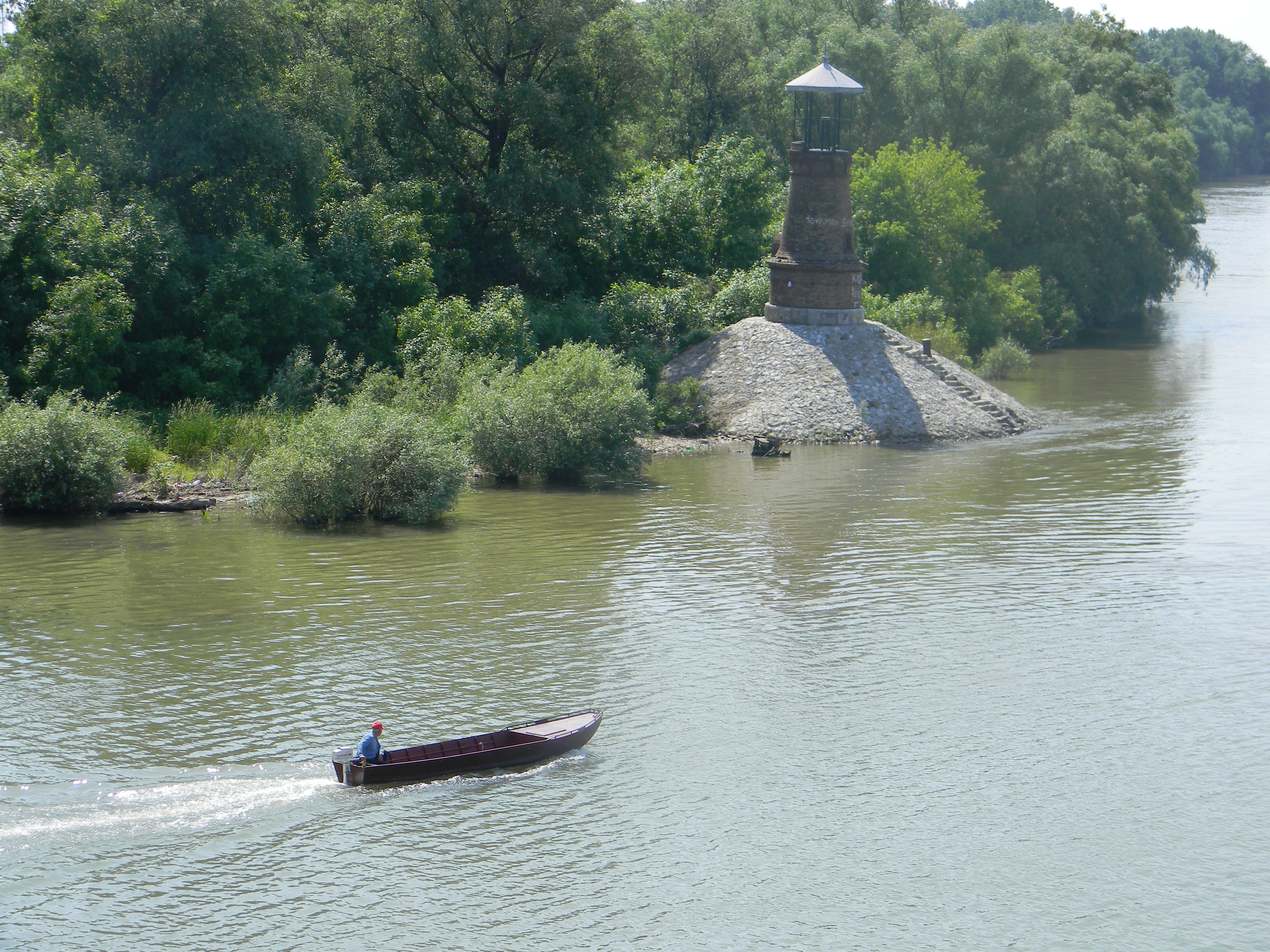
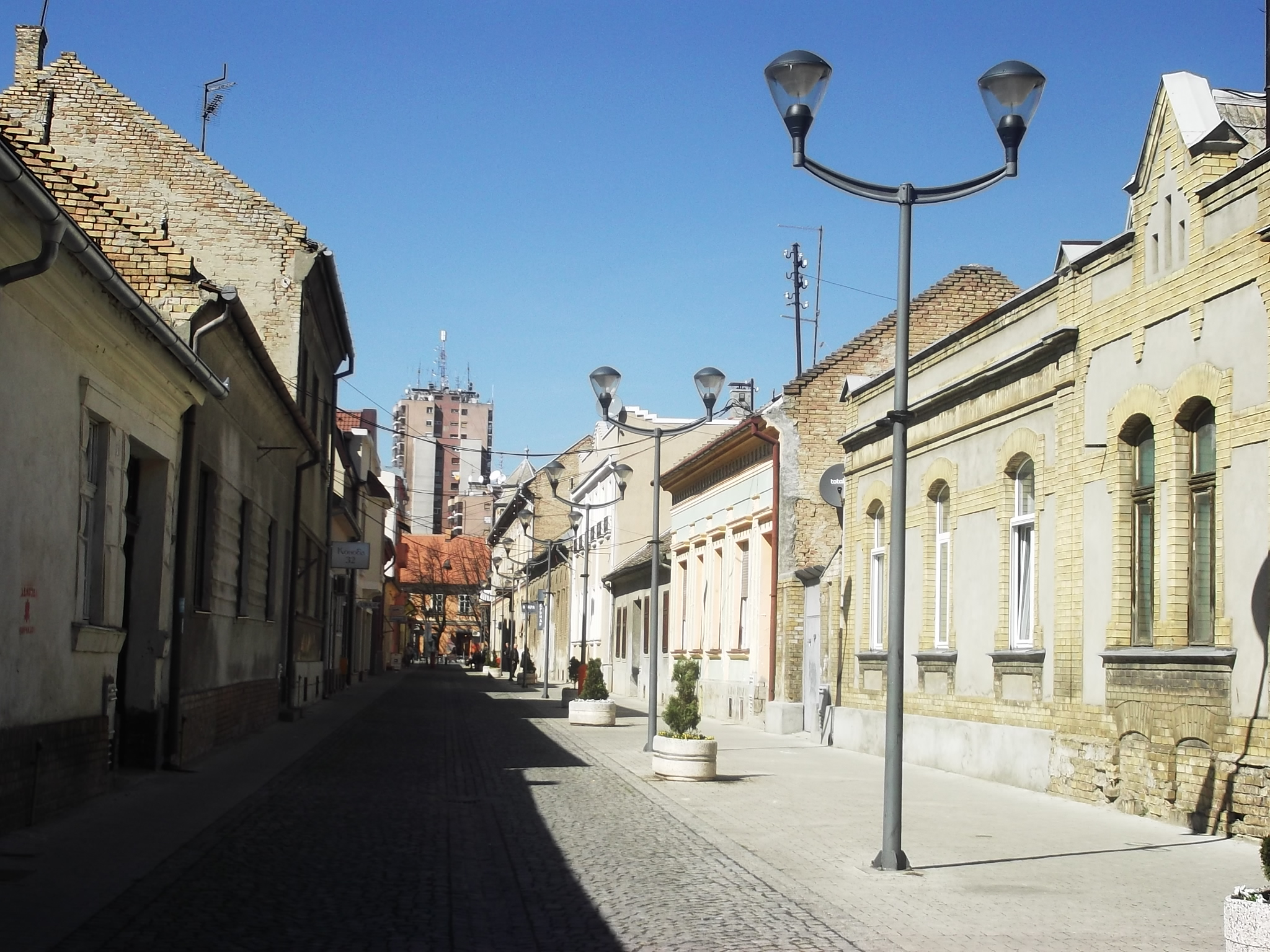
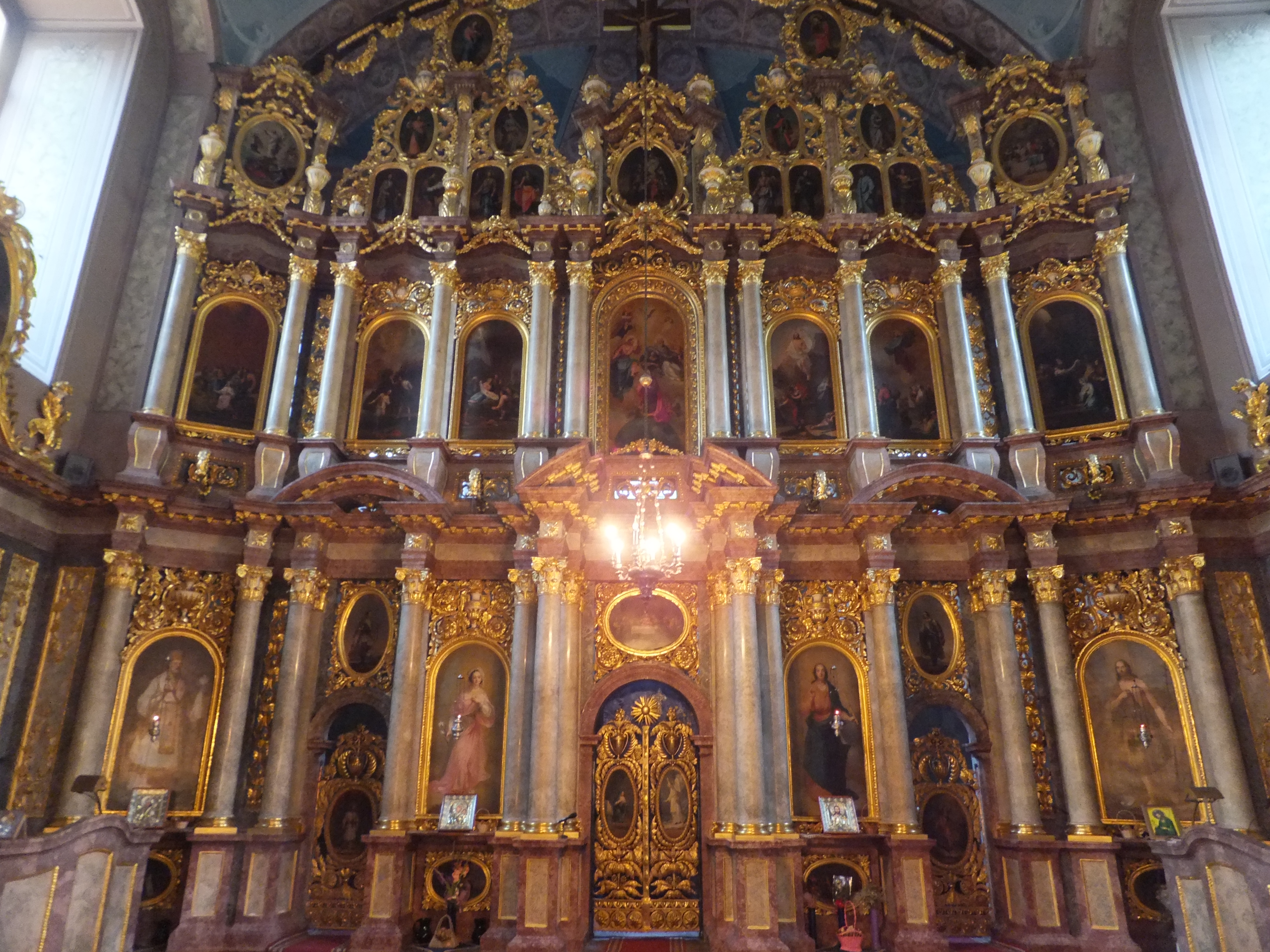
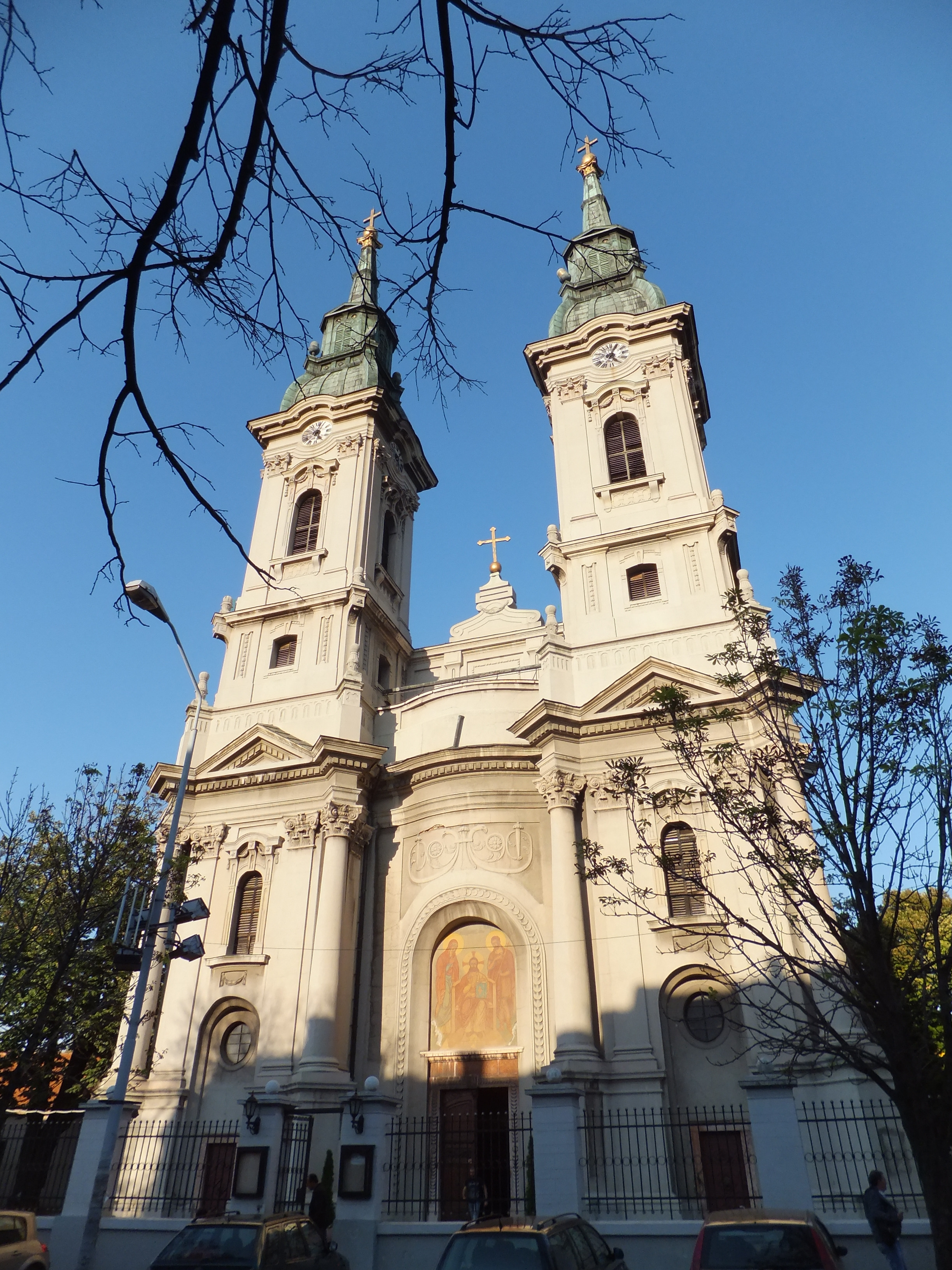
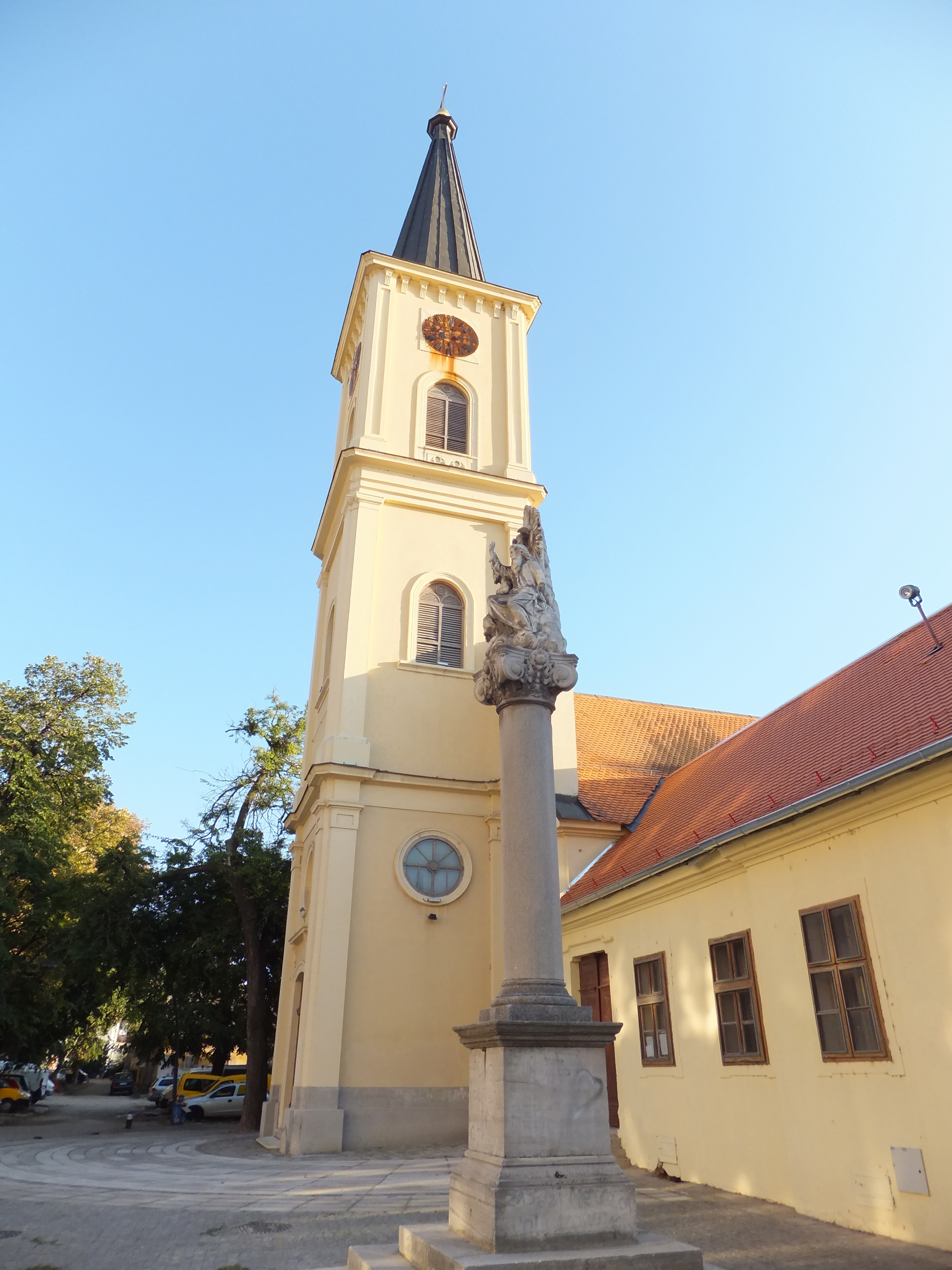
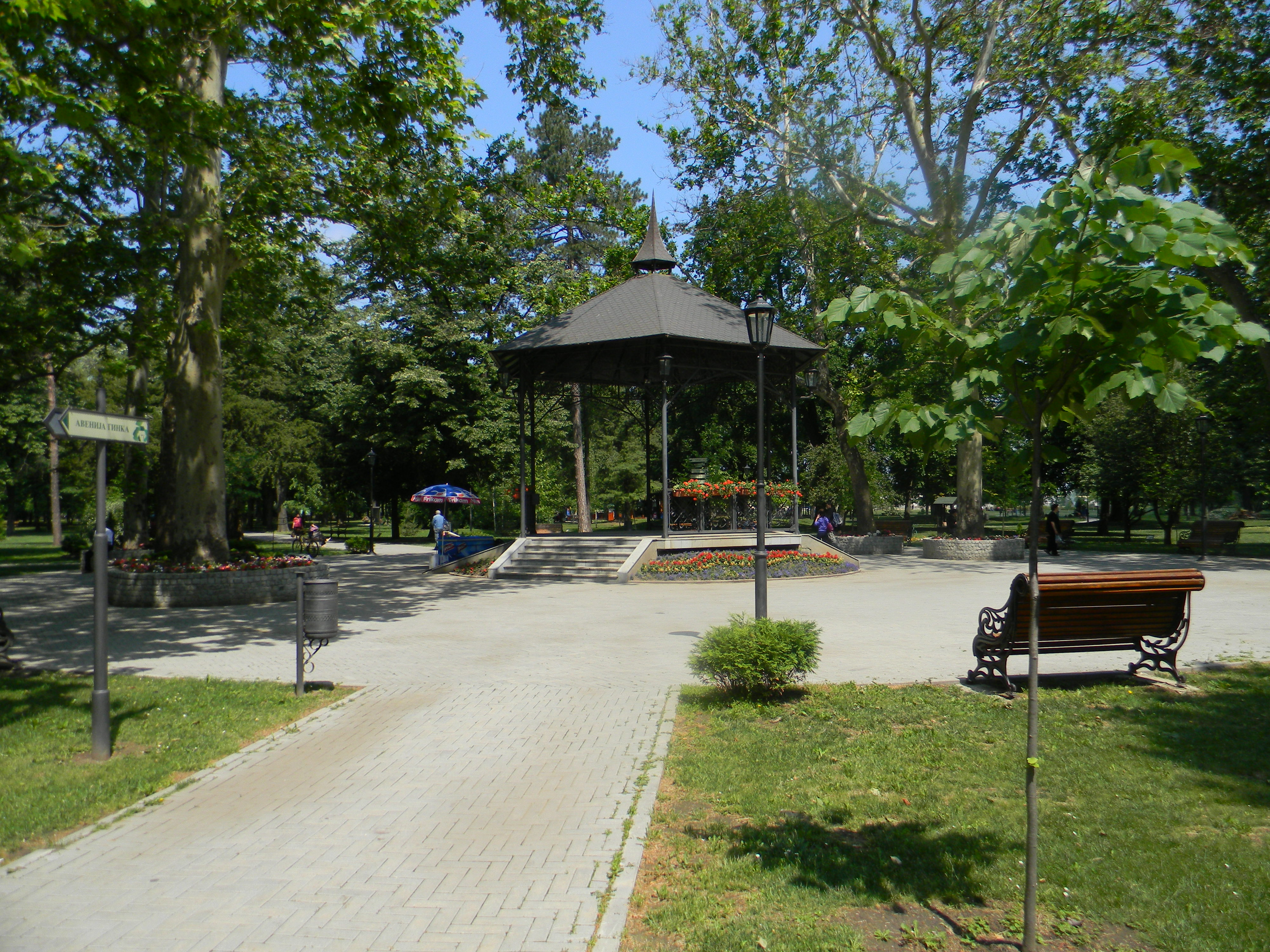

## مدن توأم
المدن التوأم:
- Mrkonjić Grad [الإنجليزية]‏
- بولون-بيانكور.

## أعلام
- نيمانيا دانجوبيتش
- أنديلكو ديوريتشيتش
- غوران ماركوفيتش
- ميلينكو توبيتش
- مارا دورديفيك
- أوليا إيفانيسكي
- نيمانيا أنتونوف